# Opus sectile

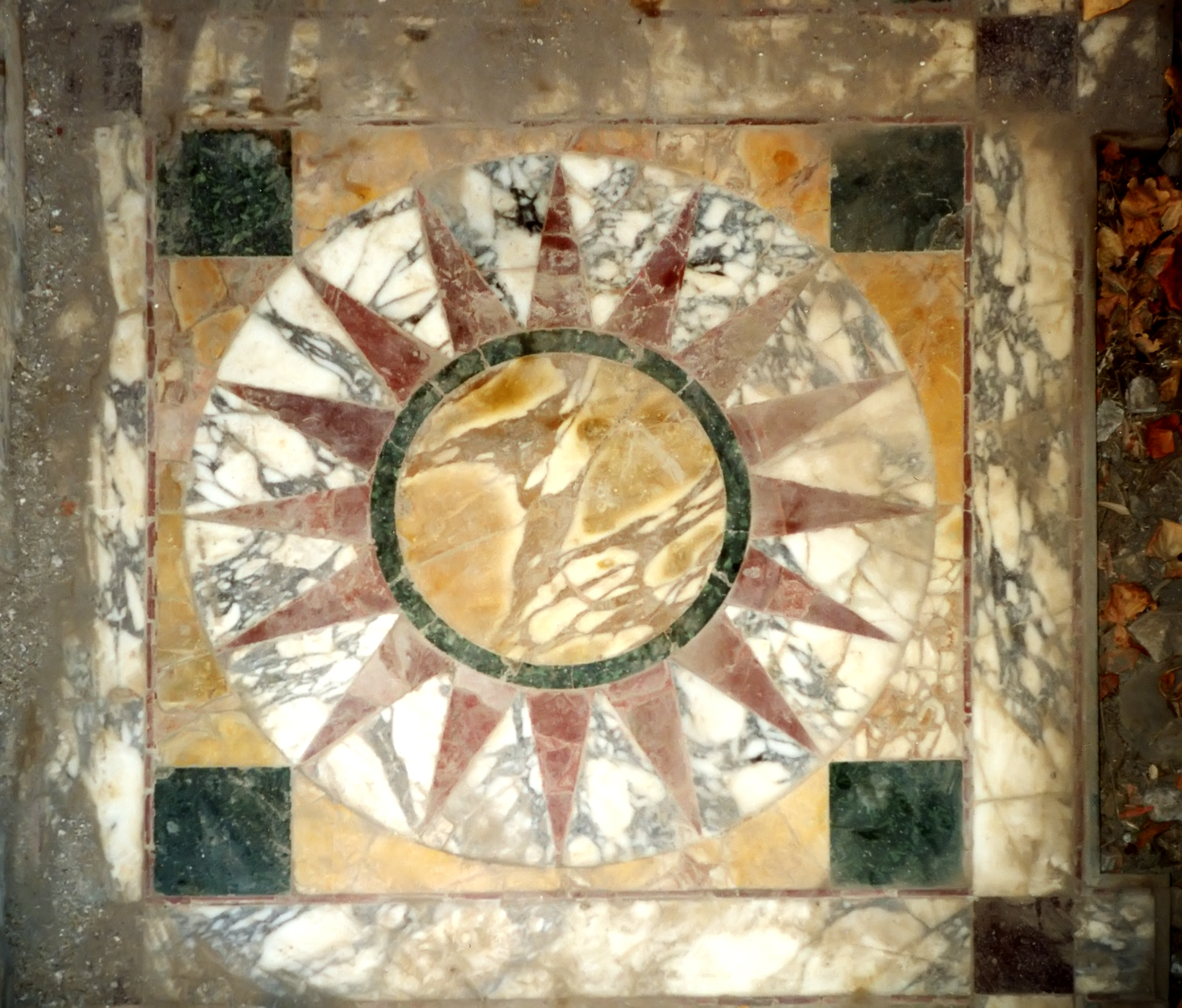
Opus sectile in den Piccole Terme der Villa Adriana

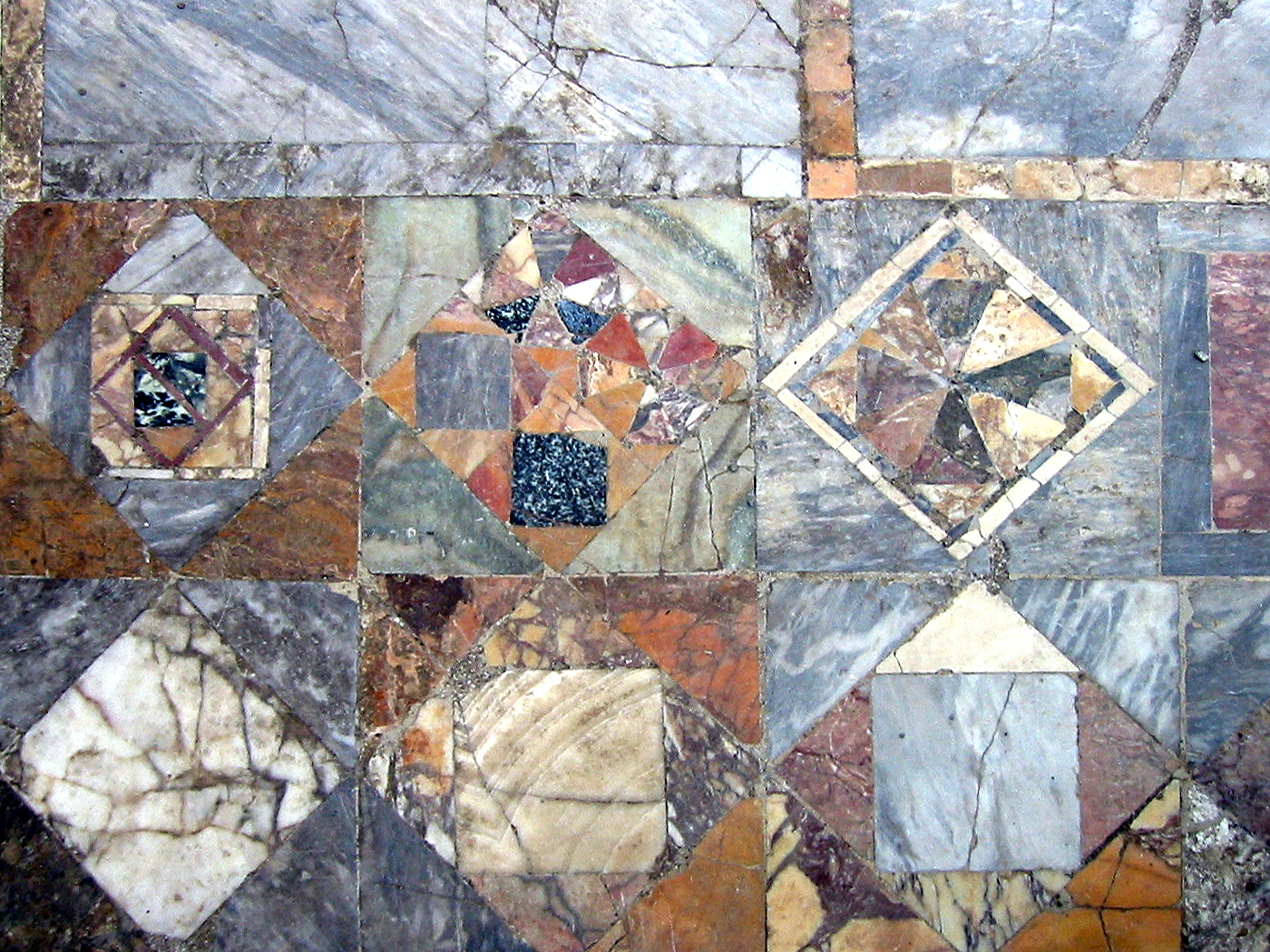
Fußboden in Opus Sectile in Herculaneum

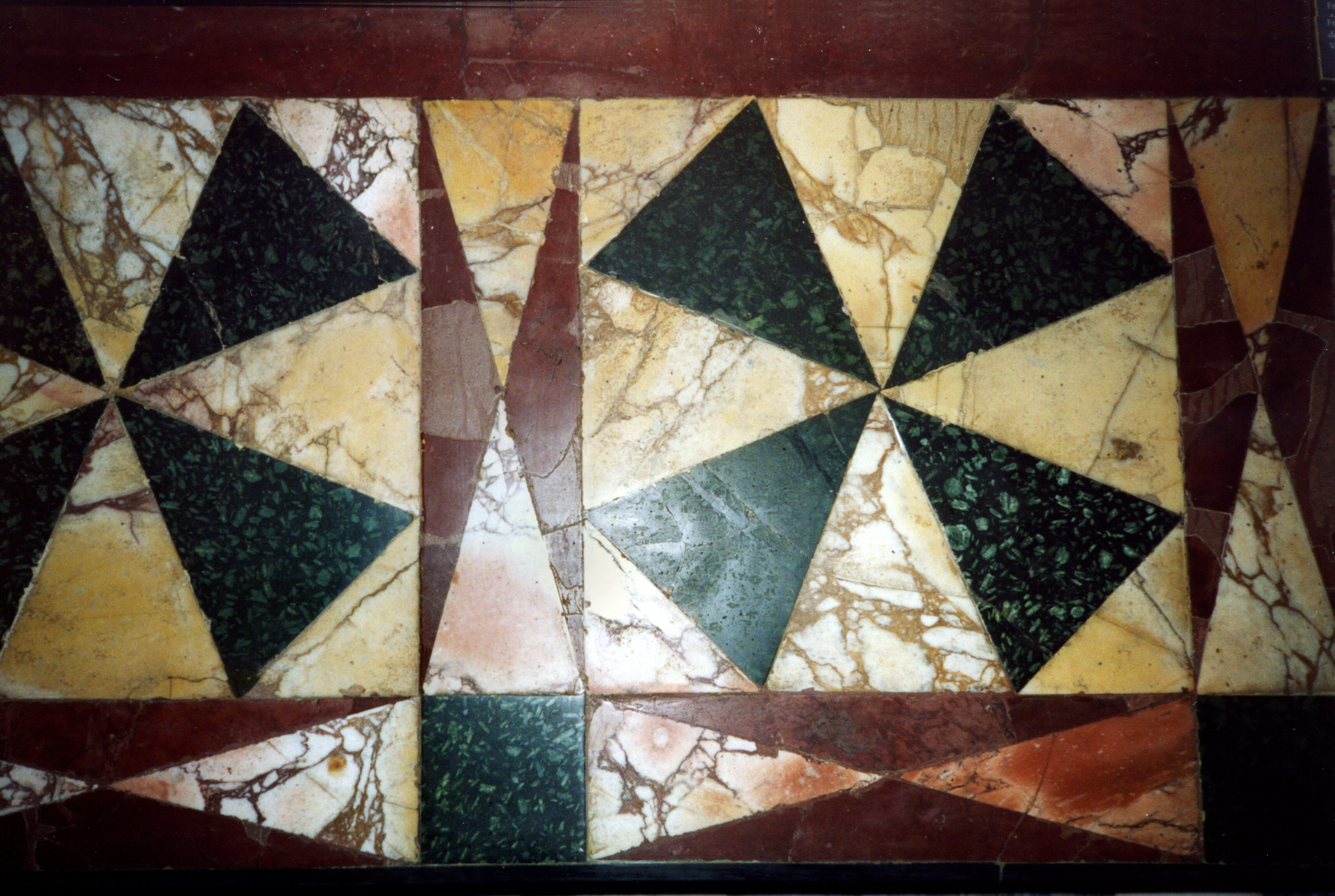
Opus sectile aus der Villa Adriana

Opus sectile (lat. für „geschnittenes Werk“) bezeichnet eine im antiken Rom populäre künstlerische Technik, bei der verschiedene Materialien in Stücke geschnitten und in Wände oder Fußböden eingelegt wurden, um auf diese Weise ein Bild oder ein Muster zu bilden. Das Ausgangsmaterial – Marmor, Perlmutt oder Glas – wurde in dünne Platten geschnitten, poliert und erneut gemäß dem Gestaltungsvorhaben zurechtgeschnitten. Anders als beim Mosaik, das aus einer Vielzahl einheitlich großer Stückchen besteht, sind die Stücke beim Opus sectile viel größer und können bereits große Teile des Designs darstellen.

## Ursprung
Obgleich frühe Beispiele in Ägypten und Kleinasien gefunden wurden, stammen die prominentesten Artefakte aus dem Rom des 4. Jahrhunderts. So ist ein großes Exemplar aus der Basilika des römischen Konsuls Caesonius Bassus erhalten geblieben, das einen Streitwagen darstellt. Die Popularität von Opus sectile setzte sich in Rom bis in das 6. Jahrhundert fort und reichte schließlich bis Konstantinopel (das heutige Istanbul in der Türkei).

## Beispiele
Zu den bedeutendsten Werken in opus sectile-Technik zählt der Goldglastisch von Caesarea Maritima, der 2005 bei Ausgrabungen in einer pompösen Villa am Stadtrand von Caesarea Maritima gefunden wurde und aus spätrömischer Zeit stammt. 
Der Rahmen des Mosaik setzt sich zusammen aus Goldglaskacheln und aus Kacheln aus türkisfarbenem opakem Glas, das Mittelfeld wird aus Quadraten, Dreiecken und schmalen Rechtecken aus Glas gebildet, die sich zu einem geometrischen Muster zusammenfügen. Die quadratischen Goldglasplatten weisen Reliefverzierungen auf und stellen Kreuze und Rosetten dar. 

## Neuerer Gebrauch
Während die Technik des Opus sectile in Rom schließlich verschwand, wurde sie in den byzantinischen Kirchen, hauptsächlich in den Fußböden, weiter verwendet. Sie wurde auch von den Griechen kultiviert, die sie möglicherweise im 12. Jahrhundert nach Italien und Sizilien brachten.